# Pterolophia paralaosensis
Pterolophia paralaosensis là một loài bọ cánh cứng trong họ Cerambycidae.